# Корнакијаја (Фиренца)
Корнакијаја је насеље у Италији у округу Фиренца, региону Тоскана.
Према процени из 2011. у насељу је живело 167 становника. Насеље се налази на надморској висини од 492 м.